# كمالين شعث
كمالين شعث هو أكاديمي فلسطيني ورئيس الجامعة الإسلامية بغزة، حصل على بكالوريوس الهندسة المدنية من جامعة القاهرة، و له دكتوراه في إدارة التشييد من جامعة ليدز ببريطانيا، وهو عضو جمعية المهندسين المدنيين في الولايات المتحدة الأمريكية وعضو نقابة المهندسين - فلسطين.

## التدرج الوظيفي
1984-1994 محاضر في كلية الهندسة/ جامعة النجاح الوطنية (فلسطين) .
1994-1995 أستاذ مساعد في كلية الهندسة/ جامعة النجاح الوطنية (فلسطين).
1995-1997 نائب عميد كلية الهندسة/ الجامعة الإسلامية بغزة .
1997-1999 نائب رئيس الجامعة للتخطيط والتطوير/الجامعة الإسلامية بغزة .
1999-2005 نائب رئيس الجامعة للشؤون الأكاديمية/الجامعة الإسلامية بغزة .
2005-الآن رئيس الجامعة الإسلامية بغزة .